# JSK
JSK ist ein internationales, in Deutschland ansässiges Architekturbüro mit zeitweise 150 Mitarbeitern und Niederlassungen in Frankfurt am Main, Berlin, Düsseldorf, Braunschweig, München und Basel, das im November 2013 in Teilen Insolvenz anmelden musste.

## Unternehmensgeschichte

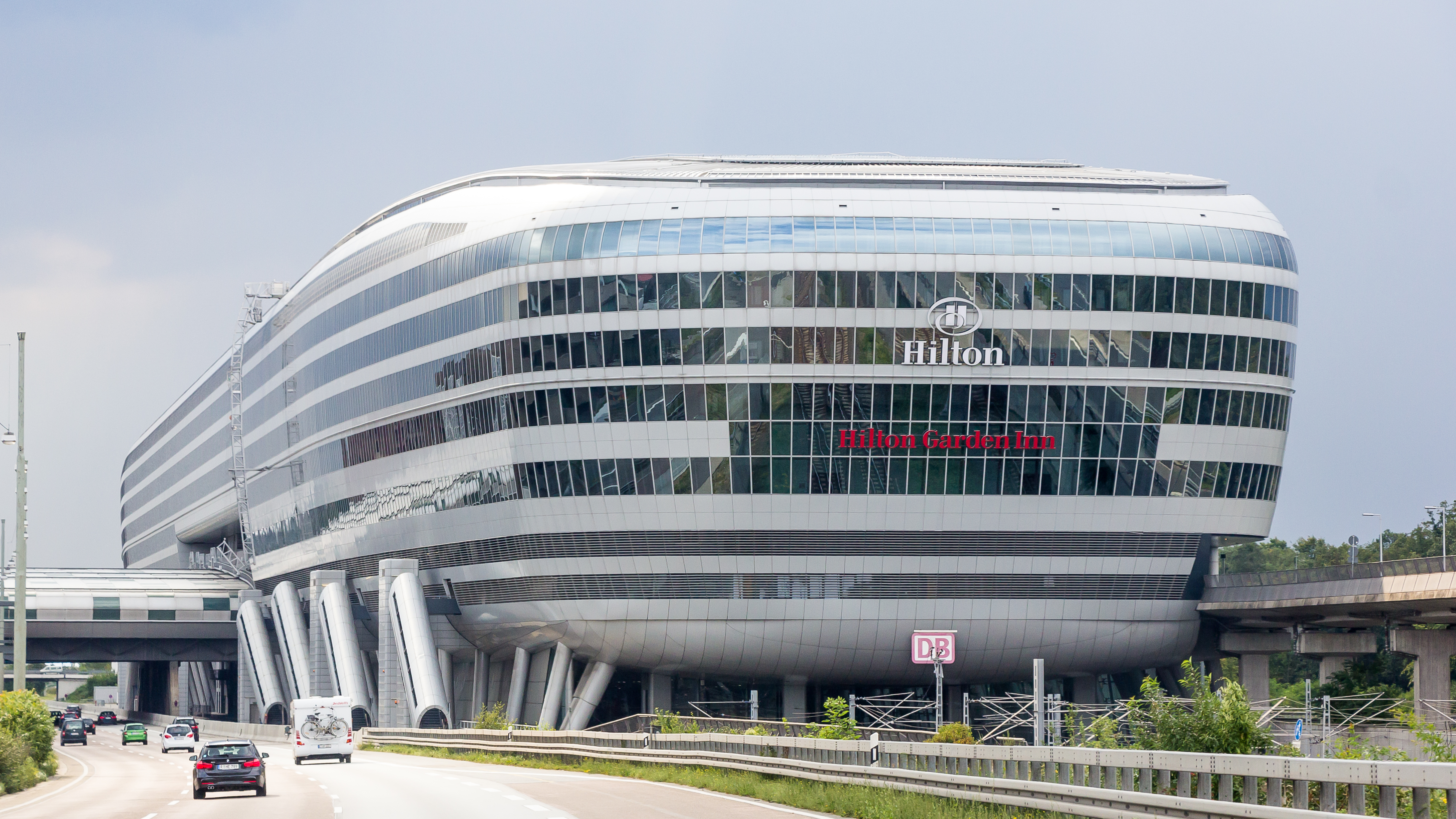
The Squaire am Frankfurter Flughafen

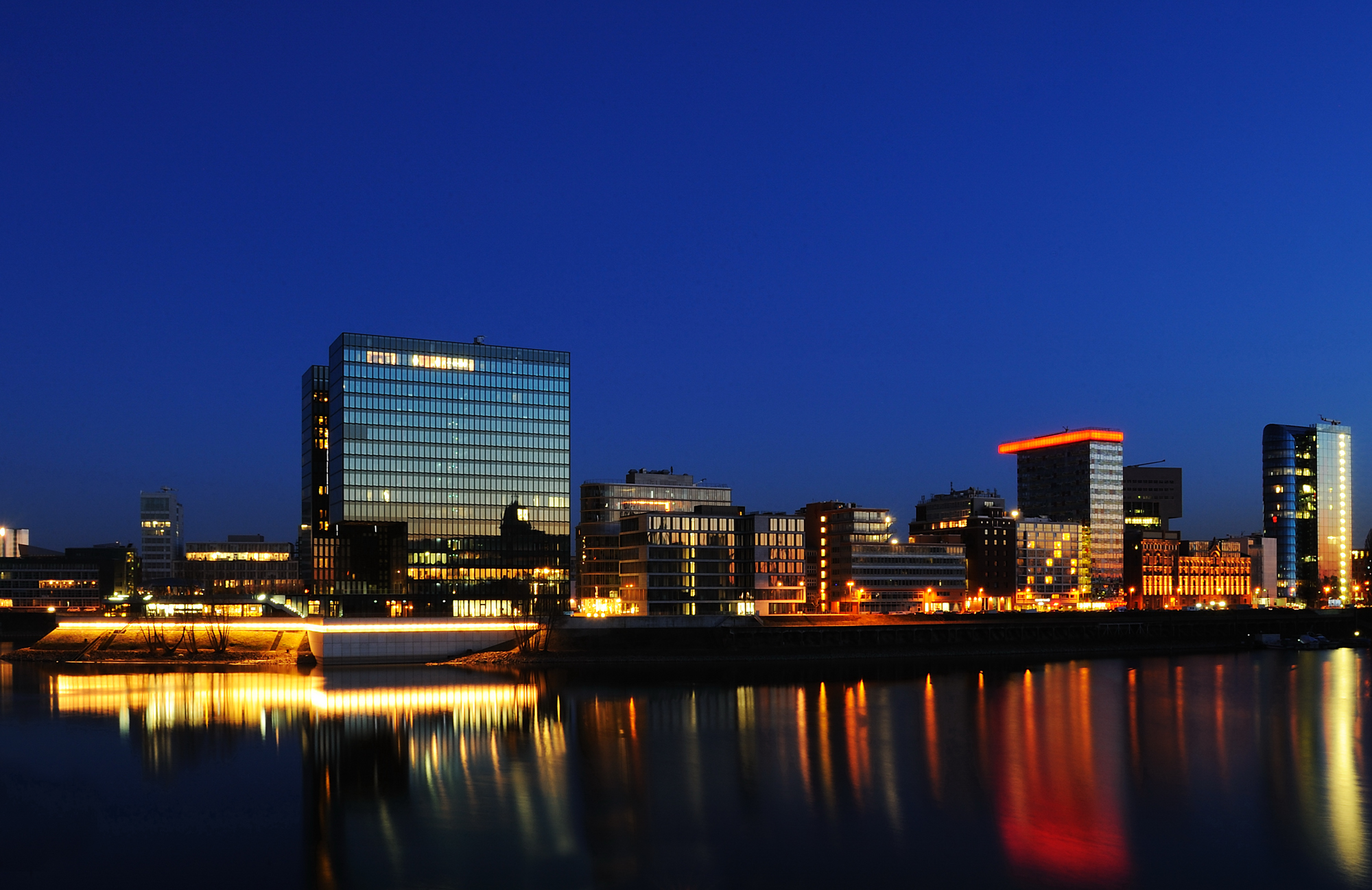
Speditionstraße Düsseldorf mit Hafenspitze (links im Bild)

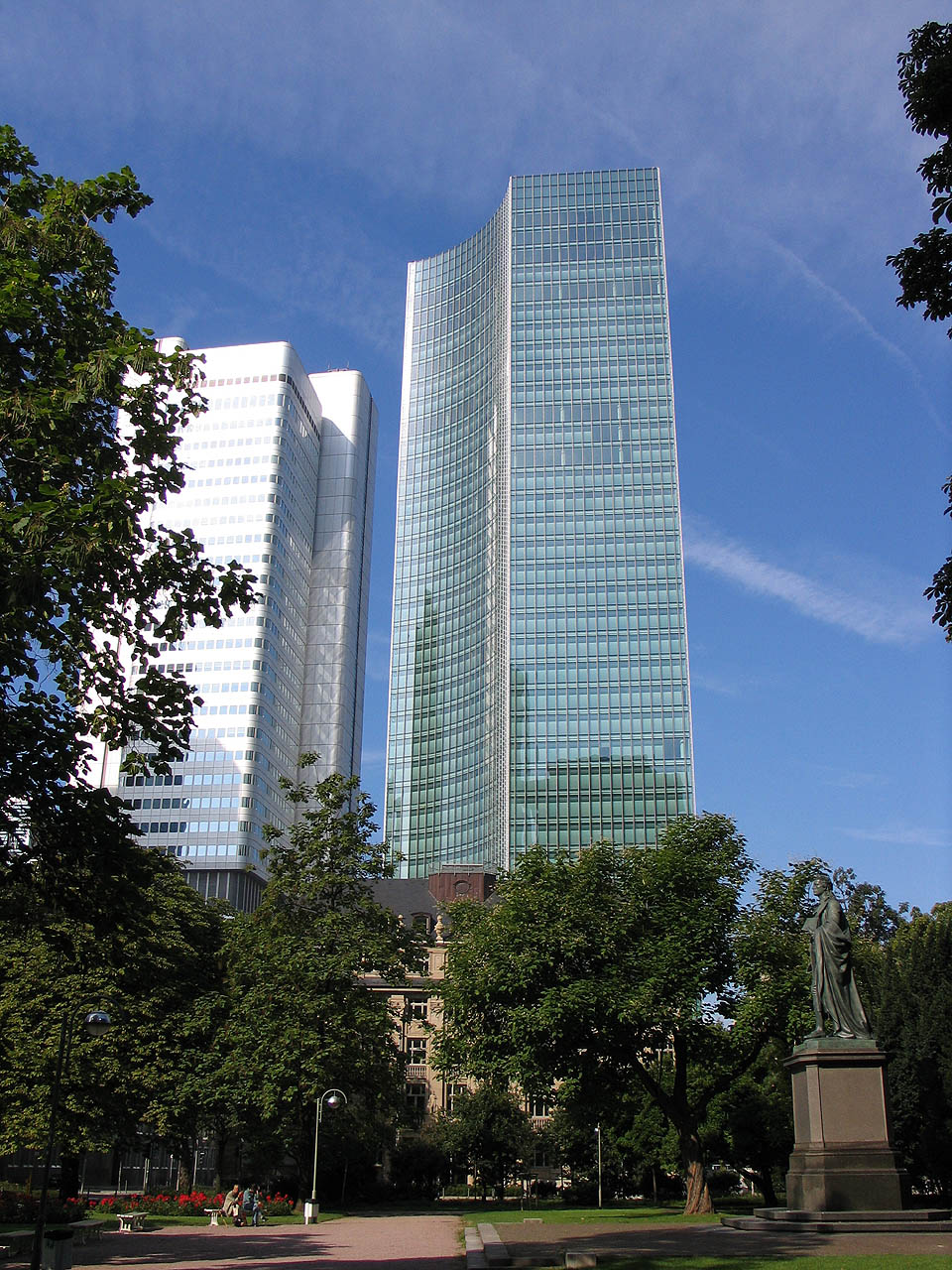
Hochhaus Skyper in Frankfurt

Im Jahr 1963 gründete Helmut Willy Joos ein Architekturbüro in Frankfurt/Main. In Partnerschaft mit Reinhard W. Schulze plante er in den Folgejahren u. a. das Sheraton-Hotel am Frankfurter Flughafen. 1980 gründen die Architekten Helmut W. Joos, Reinhard W. Schulze und Karsten Krüger-Heyden in Frankfurt das Büro JSK.
Zu den bereits bestehenden Büros in Frankfurt und Braunschweig wurde 1988 ein Büro in Düsseldorf gegründet. In der Folge entstanden weitere Standorte in Berlin und Zürich. In Warschau entstand 1998 das polnische Architekturbüro JSK Architekci. Im Jahr 2004 übernahm JSK das Münchener Büro SIAT GmbH und gründete dort einen weiteren Bürostandort.
2010 haben die Partner der Niederlassung Düsseldorf sich von JSK gelöst und das Büro SOP Architekten gegründet.
Gemeinsam mit Gerkan, Marg und Partner war JSK als Planungsgemeinschaft Berlin-Brandenburg International (pg bbi) mit der Realisierung des Flughafens Berlin Brandenburg beauftragt. Wegen Kosten- und Terminüberschreitungen vor allem bei der Sicherheitstechnik kündigte die Flughafengesellschaft der pg bbi am 23. Mai 2012 fristlos und reichte im Juni eine Klage vor dem Landgericht Potsdam ein. In einer internen Untersuchung des Bundesverkehrsministeriums wird die Entlassung im Nachhinein als Fehler bezeichnet.

## Profil
Das Aufgabengebiet erstreckte sich von Bürogebäuden, Hotels über Hochhäuser bis hin zu Stadien und Verkehrsbauten. Ein Schwerpunkt des Büros ist die Planung von Flughäfen.

## Projekte (Auswahl)
- Flughafen Berlin Brandenburg, Fertigstellung 2020, in Zusammenarbeit mit dem Büro GMP
- The Squaire, Frankfurt am Main, 2012
- Stadion Narodowy, Warschau, Fertigstellung 2011, in Zusammenarbeit mit dem Büro GMP
- Stadion Wojska Polskiego, Warschau, Fertigstellung 2011
- Stadion Miejski, Breslau Fertigstellung 2011
- Hafenspitze, Medienhafen Düsseldorf, 2010
- Qipco Tower (auch: Tornado Tower)[7][8], Doha, 2008
- O2 World Berlin (heute: Uber Arena), Berlin, 2008
- DEG-Zentrale, Köln, 2008
- Bahnhof Berlin Südkreuz, Berlin, 2006
- GAP 15, Düsseldorf, 2005
- LTU Arena (heute: Merkur Spiel-Arena), Düsseldorf, 2005
- Skyper, Frankfurt am Main, 2004
- Airport 2000 plus, Düsseldorf, 2003
- Frankfurter Welle (heute: Die Welle), Frankfurt am Main, 2003
- Flughafen Münster/Osnabrück Terminal 1, Greven, 1995
- Aculeum, Frankfurt am Main, 1994
- Frankfurt Flughafen Terminal 2, Frankfurt am Main, 1990

## Auszeichnungen
- 2013 Mipim Award - The Squaire - Best International Office and Business Development: mipim Auszeichnungen 2013 (PDF)
- 2009 Auszeichnung, Gewinner Bestes Hochhaus im Mittleren Osten und Afrika des Council on Tall Buildings und Urban Habitat: Tornado Tower, Doha, Qatar
- 2007 Architekturpreis Nordrhein-Westfalen 2007, BDA NRW: Brücke über den Handelshafen in Düsseldorf
- 2006 Auszeichnung guter Bauten 2006 des BDA Düsseldorf: Brücke über den Handelshafen in Düsseldorf, Auszeichnung Bürogebäude GAP 15 in Düsseldorf, Anerkennung